# Friedrich Wilhelm Hoeninghaus (Politiker)
Friedrich Wilhelm Hoeninghaus (* 20. März 1809 in Krefeld; † 18. Dezember 1878 ebenda) war ein deutscher Politiker.

## Leben
Höninghaus wurde als Sohn des Krefelder Seiden- und Samtfabrikanten Friedrich Wilhelm Hoeninghaus (1771–1854) geboren. Dessen 1796 gegründete Firma Hoeninghaus & Co. (ab 1802 bzw. 1804 Hoeninghaus & de Greiff) war 1816 der drittgrößte Verlag in Krefeld. Sein Bruder war der Architektur- und Landschaftsmaler Adolf Höninghaus.
Friedrich Wilhelm Hoeninghaus besuchte das Progymnasium in Moers und das Königliche Gymnasium in Düsseldorf und ging dann zum Studium der Rechtswissenschaften nach Bonn, München und Berlin. Während seines Studiums wurde er 1829 Mitglied der Alten Bonner Burschenschaft. Als Vertreter der Münchener Burschenschaft nahm er 1831 am Burschentag in Dresden teil. Sein Studium beendete er 1832 mit dem Auskultatorexamen in Berlin. Ab 1833 arbeitete er am Landgericht Düsseldorf, bevor er 1834 als Demagoge verhaftet, in die Berliner Hausvogtei gebracht und dann 1835 in die Festung Magdeburg verlegt wurde. Dort saß er drei Jahre in Untersuchungshaft, bevor er zu sechs Jahren Festungshaft verurteilt wurde. Er war zusammen mit Fritz Reuter und Peter Haßlacher eingesperrt. Im Zuge der Demagogenverfolgung wurde er im Schwarzen Buch der Frankfurter Bundeszentralbehörde (Eintrag Nr. 723) festgehalten. Nach seiner Begnadigung ging er nach Krefeld und wurde 1848 zum königlichen Notar ernannt. Für die Stadt war er Abgeordneter im Vorparlament. Er war auch als Stadtverordneter in Krefeld tätig.